# Germán Jordán
Germán Jordán (* 1890 in Cochabamba; † 15. Dezember 1932 im Departamento Presidente Hayes) war bolivianischer Oberstleutnant im Chacokrieg zwischen Bolivien und Paraguay. Die bolivianische Provinz Germán Jordán trägt heute zu Ehren seiner Verdienste seinen Namen.

## Leben
Germán Jordán nahm nach einem Primarstudium am Colegio „Sucre“ von Cochabamba im Jahr 1915 ein Studium an der Nationalen Hochschule „Bolivar“ in Oruro auf, das er bis zu seiner Einberufung zum Militär im Jahr 1920 abschloss.
Anschließend diente er unter anderem in verschiedenen Militärkorps der Regimenter „Pérez“ und „Loa“. Ab 1924 arbeitete er dort als Militärausbilder.
Als im Juli 1932 der Chaco-Krieg ausbrach, kämpfte er auf vorbildliche Art und Weise als Major mit dem bolivianischen Regiment „Campero“ gegen die Truppen aus Paraguay, bis er durch eine verirrte Kugel im Dezember des gleichen Jahres bei der Schlacht am Kilometer 7 im heute paraguayischen Chaco ums Leben kam.